# Edward Crook
Edward "Eddie" Crook (* 19. April 1929 in Detroit, Michigan; † 26. Juli 2005 in Montgomery, Alabama) war ein US-amerikanischer Boxer. Er war 1960 Mitglied der US-amerikanischen Boxstaffel bei den Olympischen Sommerspielen in Rom. Nach Siegen über  Fidel Odreman, Venezuela (TKO 1.), Peter Odhiambo, Uganda (5:0), einem umstrittenen Urteil im Finalkampf gegen den Polen Tadeusz Walasek, Lo-Pu Chang, Südkorea (TKO 3.), Ion Monea, Rumänien (KO 2.), und einem umstrittenen Finalsieg über Tadeusz Walasek, Polen (3:2), wurde Crook Olympiasieger im Mittelgewicht (-75 kg).
Außerdem war Crook Militärweltmeister der Jahre 1959 und 1960 im Halbmittelgewicht (-71 kg).
Nach seiner aktiven Laufbahn diente Crook zweimal als Soldat der United States Army im Vietnamkrieg. Für seine Verdienste wurde er mit zwei Purple Hearts, einem Silver Star und einem Bronze Star ausgezeichnet.